# Vespula maculifrons
Vespula maculifrons är en nordamerikansk getingart som först beskrevs av François du Buysson 1905. Den ingår i släktet jordgetingar och familjen getingar. Inga underarter finns listade i Catalogue of Life.

## Beskrivning
Arten är svart med gula markeringar, på bakkroppen i form av svarta och gula tvärränder. Drottningen är omkring 18 mm lång, med ett brett främre svart band, och tunnare svarta band bakom det. Arbetarna är omkring 12–13 mm långa, med tjocka svarta band åtskilda av tunnare gula. Hanarna är ungefär lika långa som arbetarna. Även de har ett tjockt främre svart band, men de svarta banden minskar i tjocklek mot den bakre änden, samtidigt som de gula bandens tjocklek övar.

## Ekologi
Arten förekommer i habitat som skogar, ängar, parker och gräsmattor, där den är mycket vanlig. Den kan även påträffas i bebyggda områden, till och med vid bostadshus.

### Bobyggnad och fortplantning
Arten bygger i regel sitt bo under markytan, som skogsmark, gräsmattor, klippväggar och gamla stubbar. Den kan dock ibland förlägga boet inomhus i byggnader. Ett stort bo kan innehålla upp till 5 000 individer. Den övervintrande drottningen börjar bygga boet under försommaren. De första arbetarna börjar uppträda ungefär en månad senare, och övertar födoinsamling och skötseln av boet. Könsdjur (hanar och nya drottningar) börjar komma under sensommaren. Inledningsvis drottningen, och senare de fullbildade arbetarna, matar larverna med söndertuggade insekter och andra leddjur; ibland kan även as användas. Larverna signalerar att de är hungriga genom att vrida sig i cellerna. De vuxna djuren lever av nektar. Endast de nya, befruktade honorna överlever vintern, som de tillbringar nergrävda i lövförna, under trädbark eller på andra, skyddade lägen.

## Utbredning
Arten är en vanlig art i östra Nordamerika och förekommer från Nova Scotia till Manitoba i Kanada, från North Dakota till Texas och österut till Atlantkusten i USA och söderut till Hidalgo i östra Mexiko.